# Anne Rice

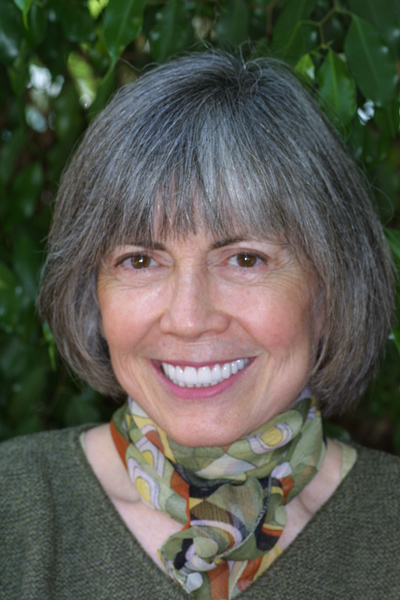
Anne Rice (2006)

Anne O’Brien Rice (* 4. Oktober 1941 als Howard Allen O’Brien in New Orleans, Louisiana; † 11. Dezember 2021 in Rancho Mirage, Kalifornien) war eine US-amerikanische Schriftstellerin. Sie wurde vor allem mit ihrem dreizehnbändigen Zyklus von Vampirromanen bekannt, der Chronik der Vampire (OT: The Vampire Chronicles).

## Leben
Anne Rice wurde 1941 als Tochter irischer Einwanderer in New Orleans geboren. Sie erhielt den Namen Howard Allen O’Brien (Howard war der Name ihres Vaters, Allen der Geburtsname ihrer Mutter Katherine), da ihre Mutter der Meinung war, ein männlich klingender Name könne für ein Mädchen von Vorteil sein. Beim Eintritt in eine katholische Mädchenschule wurde der Vorname in Anne geändert; den Namen hatte sich die Sechsjährige selbst ausgesucht.
1961 heiratete sie den Dichter Stan Rice. Ihre Tochter Michele, die 1966 zur Welt kam, starb 1972 an Leukämie. 1978 wurde Anne Rices Sohn Christopher geboren, der auch Romanautor ist. Anne Rices Schwester Alice Borchardt war ebenfalls Schriftstellerin. Zu ihrer Familie zählte zudem der in Hollywood erfolgreiche Kameramann Allen Daviau, der ihr Cousin war.
Rice litt seit 1998 an Diabetes Typ 1. Die Krankheit ließ sie zeitweilig in ein diabetisches Koma fallen. Seitdem setzte sie sich für ihre Früherkennung ein. 2005 verkaufte sie ihr Wohnhaus im Garden District von New Orleans und zog ins kalifornische San Diego. Ab dem Frühjahr 2006 lebte sie in Rancho Mirage, einer Siedlung im Coachella Valley in der kalifornischen Wüste nahe Palm Springs.
2020 wurde bekannt, dass sie ihr persönliches Archiv zu Forschungszwecken an eine Universität ihrer Heimatstadt New Orleans übergeben hat. Darin enthalten sind auch Materialien ihres verstorbenen Ehemanns Stan Rice und ihrer Schwester Alice Borchardt.
Anne Rice starb im Dezember 2021 im Alter von 80 Jahren an den Folgen eines Schlaganfalls.

### Glaube
Die katholisch erzogene Rice fand nach ihrer Abkehr vom Glauben während ihrer Collegezeit und ihrem Bekenntnis zum Atheismus nach dem Tod ihrer Tochter zwischenzeitlich zum katholischen Glauben zurück. Sie wollte daher nicht mehr über Vampire und Hexen schreiben, sondern sich christlichen Themen widmen. Neben ihrer Arbeit an der Jesus-Christus-Reihe beendete Rice 2008 die Arbeit an dem ersten Band der Serie Songs of the Seraphim; sie bezeichnete die Reihe als „metaphysische Thriller“.
2010 machte sie ihre erneute Abkehr von der katholischen Kirche öffentlich, was sie mit dem Verhalten anderer Christen begründete, denen gegenüber sie immer eine Außenseiterin geblieben sei und denen sie Feindseligkeit gegenüber Homosexuellen, Frauen, künstlicher Geburtenkontrolle, der Demokratischen Partei, säkularem Humanismus, der Wissenschaft und dem Leben vorwarf. Dabei betonte sie, weiterhin an Christus zu glauben.

## Werk

### Vampirchronik und Hexensaga
1976 erschien Rices Debütwerk, der Vampirroman Interview with the Vampire (deutsche Titel siehe Buchliste unten). In der tragischen Geschichte des Vampirkindes Claudia, das nicht erwachsen werden kann, verarbeitete Anne Rice den frühen Tod ihrer kleinen Tochter.
Der weltweit große Erfolg des Buches veranlasste Anne Rice, weitere Vampirromane zu schreiben. Die erste Fortsetzung erschien 1985: The Vampire Lestat (dt.: Fürst der Finsternis). Ursprünglich wollte Rice die Serie 1992 nach vier Bänden mit dem Roman The Tale of the Body Thief (dt.: Nachtmahr) beenden.
Anne Rice begann 1990 mit dem mit dem Locus Award ausgezeichneten Roman The Witching Hour (dt.: Hexenstunde) eine zweite Buchreihe: die Hexen-Saga „Lives Of The Mayfair Witches“. Die Reihe blieb jedoch trotz guter Kritiken bei den Lesern langfristig weniger erfolgreich als die Vampirchronik, sodass Anne Rice die Mayfair-Saga zunächst wieder einstellte und stattdessen die Chronik der Vampire 1995 mit Memnoch the Devil (dt.: Memnoch der Teufel) fortsetzte.
Ende der 1990er plante Anne Rice eine neue Serie über die Vampire: „New Tales of the Vampires“, die aber nach nur zwei Bänden (Pandora und Vittorio) von ihr eingestellt wurde. Der dritte, bereits von ihr begonnene, Band dieser Reihe Blood and Gold (dt.:Blut und Gold) erschien als Titel der Vampire Chronicles.
Mit Merrick und Blackwood Farm vereinigte Anne Rice schließlich Vampirchronik und Hexensaga. Die Verbindung von Vampiren und Hexen stieß bei Kritik und Lesern auf ein gemischtes Echo. Beide Serien sollten mit dem zehnten Band der Vampirchronik: Blood Canticle (dt.: Hohelied des Blutes) enden.
Im März 2014 gab Anne Rice in den Medien bekannt, dass sie bei ihrem Verlag ein neues Manuskript zu den Vampirchroniken eingereicht habe. Der Roman erschien am 28. Oktober 2014 unter dem Titel Prince Lestat.
2004 erhielt sie den Bram Stoker Award für ihr Lebenswerk.

### Erotische Romane
Rice hat teilweise unter den Pseudonymen Anne Rampling, A. Roquelaure und A.N. Roquelaure diverse Erotik-Romane mit starkem BDSM-Bezug veröffentlicht.
Unter dem Pseudonym A.N. Roquelaure verfasste Rice die Dornröschen-Trilogie. Ab 1990 veröffentlichte der Goldmann Verlag diese Trilogie für den deutschsprachigen Raum. 1992 wurden die ersten beiden Bände in Deutschland indiziert:
- Dornröschens Erwachen. Erotische Abenteuer einer Prinzessin, Anne Roquelaure, indiziert im Bundesanzeiger Nr. 184 vom 30. September 1992
- Dornröschens Bestrafung, Anne Roquelaure, Taschenbuch Nummer 9846 Goldmann, München, indiziert im Bundesanzeiger Nr. 224 vom 28. November 1992

Goldmann verzichtete in der Folge auf weitere Auflagen des dritten Bandes.
2011 veröffentlichte der Marterpfahl Verlag eine mit einem erläuternden Vorwort versehene Neuauflage der kompletten Trilogie. Sie wurde damit in deutscher Übersetzung wieder frei erhältlich.
Der ebenfalls sadomasochistische Roman Exit to Eden (dt.: Verbotenes Verlangen) ist frei erhältlich.
Belinda erzählt eine Liebesgeschichte zwischen einem erwachsenen Mann und einem minderjährigen Mädchen.

### Christ the Lord
Seit 2003 arbeitete Anne Rice an ihrer Romanreihe über das Leben Jesu Christi. Im November 2005 erschien der erste Band: Christ the Lord: Out of Egypt. Das Buch wurde 2015 unter der Regie von Cyrus Nowrasteh mit dem Titel The Young Messiah (Der junge Messias) verfilmt. Der zweite Band The Road to Cana kam im März 2008 in den Handel.

### Weitere Werke
Rice schrieb zwei historische Romane ohne fantastische Elemente: The Feast of all Saints (nicht auf Deutsch erschienen) und Cry to Heaven (dt.: Falsetto), zwei Fantasy-Romane: The Mummy (dt.: Die Mumie oder Ramses der Verdammte) und Servant of the Bones (dt.: Engel der Verdammten) und einen autobiographischen Roman: Violin (nicht auf Deutsch erschienen). 1985 entstand die Vampirgeschichte The Master of Rampling Gate (dt.: Der Herr von Rampling Gate) als Rices Beitrag für die Anthologie Vampire Stories by Women.
Zudem verfasste sie auch Drehbücher, u. a. zu der amerikanischen Fernsehserie Earth Angels (wurde nicht in Deutschland ausgestrahlt) und dem Mystery-Krimi Rag and Bone (dt.: Im Angesicht von Gut und Böse). Rices Drehbuch The Mummy or Ramses The Damned wurde nie filmisch umgesetzt, sie schrieb die Story daher zu einem Roman um. Ein weiteres Filmprojekt, das nicht realisiert wurde, ist The Bride of Frankenstein. Ende der 1970er bis Mitte der 1980er schrieb Anne Rice teils unter Pseudonym für verschiedene Zeitschriften, darunter den Playboy und die Vogue. 2012 veröffentlichte sie The Wolf Gift, das sie in Auszügen auf YouTube vorlas.

## Adaptionen
- Interview mit einem Vampir wurde 1994 von Neil Jordan mit Tom Cruise, Brad Pitt, Antonio Banderas, und Kirsten Dunst in den Hauptrollen verfilmt und war ein großer kommerzieller Erfolg. Im Vorfeld der Dreharbeiten monierte Rice öffentlich die Besetzung von Tom Cruise als Lestat. Nachdem sie den Film gesehen hatte, nahm sie die Vorwürfe zurück und ließ auf eigene Kosten in der Variety eine selbstverfasste ganzseitige lobende Rezension des Filmes abdrucken.
- 2002 folgte mit Königin der Verdammten die Verfilmung des zweiten und dritten Romanes aus der Chronik der Vampire (mit Stuart Townsend als Lestat). Der Film floppte jedoch an den Kinokassen.
- Ihr Roman The Feast of All Saints wurde 2001 als TV-Miniserie verfilmt und gesendet.
- Das Musical Lestat von Elton John und Bernie Taupin, das von Interview with the Vampire und The Vampire Lestat inspiriert wurde, hatte im Dezember 2005 in San Francisco Uraufführung. Die ersten Kritiken fielen gemischt aus, die negativen Stimmen überwogen jedoch. Deshalb startete das Musical im März 2006 in einer überarbeiteten Version am Broadway. Doch auch in New York waren Publikum und Kritik von Lestat enttäuscht, und es wurde nach zwei Monaten vom Spielplan genommen.
- Im Oktober 2022 wurde die Fernsehserie Interview with the Vampire von AMC Networks mit Sam Reid, Jacob Anderson und Bailey Bass basierend auf der Romanreihe Chronik der Vampire veröffentlicht.[11]
- Die US-amerikanische Fernsehserie Mayfair Witches (2023) wurde von Esta Spalding und Michelle Ashford mit Alexandra Daddario basierend auf der Reihe Lives Of The Mayfair Witches umgesetzt.

## Werke

### Chronik der Vampire / The Vampire Chronicles
- Interview with the Vampire, Alfred A. Knopf 1976, ISBN 0-394-49821-6.
  - Schule der Vampire, 1978, Übersetzer Karl Berisch, ISBN 3-547-77776-3.
  - auch erschienen als: Gespräch mit dem Vampir, 1989; Interview mit einem Vampir, 1994; Gespräch mit einem Vampir, 2004; Interview mit einem Vampir, 2021
- The Vampire Lestat, Alfred A. Knopf 1985, ISBN 0-394-53443-3.
  - Der Fürst der Finsternis, Goldmann 1990, Übersetzer Michael Schulte und Charlotte Franke, ISBN 3-442-30405-9.
- The Queen of the Damned, Alfred A. Knopf 1988, ISBN 0-394-55823-5.
  - Die Königin der Verdammten, Goldmann 1991, Übersetzer Michael Schulte, ISBN 3-442-30433-4.
- The Tale of the Body Thief, Alfred A. Knopf 1992, ISBN 0-679-40528-3.
  - Nachtmahr, Goldmann 1994, Übersetzer Rainer Schmidt, ISBN 3-442-30616-7.
- Memnoch the Devil, Alfred A. Knopf 1995, ISBN 0-679-44101-8.
  - Memnoch der Teufel, Hoffmann und Campe 1998, Übersetzerin Barbara Kesper, ISBN 3-455-06260-1.
- The Vampire Armand, Alfred A. Knopf 1998, ISBN 0-679-45447-0.
  - Armand der Vampir, Hoffmann und Campe 2001, Übersetzerin Barbara Kesper, ISBN 3-455-06262-8.
  - auch erschienen als Der Duft der Unsterblichkeit, 2008, ISBN 978-3-596-18422-4.
- Merrick, Alfred A. Knopf 2000, ISBN 0-679-45448-9.
  - Merrick oder die Schuld des Vampirs, Hoffmann und Campe 2003, Übersetzerin Barbara Kesper, ISBN 3-455-06264-4.
  - auch erschienen als Das Blut der Verführung, 2008, ISBN 978-3-596-18421-7.
- Blood and Gold, or, The story of Marius, Alfred A. Knopf 2001, ISBN 0-679-45449-7.
  - Blut und Gold, Hoffmann und Campe 2004, Übersetzerin Barbara Kesper, ISBN 3-455-06266-0.
- Blackwood Farm, Alfred A. Knopf 2002, ISBN 0-375-41199-2.
  - Blackwood Farm, Hoffmann und Campe 2005, Übersetzerin Barbara Kesper, ISBN 3-455-06267-9.
- Blood Canticle, Alfred A. Knopf 2003, ISBN 0-375-41200-X.
  - Hohelied des Blutes, Hoffmann und Campe 2006, Übersetzerin Barbara Kesper, ISBN 3-455-06268-7.
- Prince Lestat, Alfred A. Knopf 2014, ISBN 978-0-307-96252-2.
- Prince Lestat and the Realms of Atlantis, Alfred A. Knopf 2016, ISBN 978-0-385-35379-3.
- Blood Communion: A Tale of Prince Lestat, Alfred A. Knopf 2018, ISBN 978-1-5247-3264-6.

### Ramses the Damned
- The Mummy, or Ramses the Damned, Ballantine Books 1989, ISBN 0-345-36000-1.
  - Die Mumie oder Ramses der Verdammte, Goldmann 1992, Übersetzer Joachim Körber, ISBN 3-442-09858-0.
- Ramses the Damned: The Passion of Cleopatra, Anchor Books 2017, ISBN 978-1-101-97032-4 (mit Christopher Rice).

### Die Mayfair-Hexen / Lives Of The Mayfair Witches
- The Witching Hour, Alfred A. Knopf 1990, ISBN 0-394-58786-3.
  - Hexenstunde, Goldmann 1993, Übersetzer Rainer Schmidt, ISBN 3-442-30425-3.
- Lasher, Alfred A. Knopf 1993, ISBN 0-679-41295-6.
  - Tanz der Hexen, Goldmann 1995, Übersetzer Rainer Schmidt, ISBN 3-442-30654-X.
- Taltos: Lives of the Mayfair Witches, Alfred A. Knopf 1994, ISBN 0-679-42573-X.
  - Die Mayfair-Hexen, Goldmann 1996, Übersetzer Rainer Schmidt, ISBN 3-442-30647-7.

### Neue Chronik der Vampire / New Tales of the Vampires
- Pandora, Alfred A. Knopf 1998, ISBN 0-375-40159-8.
  - Pandora, Hoffmann und Campe 2001, Übersetzerin Barbara Kesper, ISBN 3-455-06263-6.
  - auch erschienen als: Die Herrin des Schattenreichs, 2008, ISBN 978-3-596-18420-0.
- Vittorio the Vampire: New Tales of the Vampires, Alfred A. Knopf 1999, ISBN 0-375-40160-1.
  - Vittorio, Hoffmann und Campe 2001, Übersetzerin Barbara Kesper, ISBN 3-455-06265-2.
  - auch erschienen als: Der Kuss der Dämonin, 2008, ISBN 978-3-596-18419-4.

### Die Jesus-Christus-Reihe / Christ The Lord
Laut Anne Rice als Tetralogie geplant.
- Christ the Lord: Out of Egypt, Alfred A. Knopf 2005, ISBN 0-375-41201-8.
  - Jesus Christus. Rückkehr ins Heilige Land, Hoffmann und Campe 2007, Übersetzerin Monika Köpfer, ISBN 3-455-40042-6.
- Christ the Lord: The Road to Cana, Alfred A. Knopf 2008, ISBN 978-1-4000-4352-1.
  - Jesus Christus. Die Straße nach Kanaa, Hoffmann und Campe 2008, Übersetzerin Monika Köpfer, ISBN 978-3-455-40134-9.

### Songs of the Seraphim
- Angel Time, Alfred A. Knopf 2009, ISBN 978-1-4000-4353-8.
- Of Love and Evil, Alfred A. Knopf 2010, ISBN 978-1-4000-4354-5.

### The Wolf Gift Chronicles
- The Wolf Gift, Alfred A. Knopf 2012, ISBN 978-0-307-59511-9.
  - Das Geschenk der Wölfe, Rowohlt Polaris 2013, Übersetzerin Edith Beleites, ISBN 978-3-499-23860-4.
- The Wolves of Midwinter, Alfred A. Knopf 2013, ISBN 978-0-385-34996-3.

### Einzelromane
- The Feast of All Saints, Simon & Schuster 1980, ISBN 0-671-24755-7.
- Cry to Heaven, Random House 1982, ISBN 0-394-52351-2.
  - Falsetto, Goldmann 1995, Übersetzerin Gloria Ernst, ISBN 3-442-41562-4.
- Servant of the Bones, Alfred A. Knopf 1996, ISBN 0-679-43301-5.
  - Engel der Verdammten, Hoffmann und Campe 1999, Übersetzerin Barbara Kesper, ISBN 3-455-06261-X.
- Violin, Alfred A. Knopf 1997, ISBN 0-679-43302-3.

### Kurzgeschichten
- October 4th, 1948, 1965
- Nicholas and Jean, 1966 – später als Abschlussarbeit in Creative Writing umgeschrieben zu: Katherine and Jean, 1972
- Interview with the Vampire (Urfassung), 1968
- The Art of the Vampire at its Peak in the Year 1876, 1979
- The Master of Rampling Gate, 1985 (Der Herr von Rampling Gate, 1992) (Vampirgeschichte ohne Bezug zur Chronik der Vampire)

### Autobiographie
- Called Out Of Darkness: A Spiritual Confession. Knopf, New York 2008, ISBN 978-0-307-26827-3.

### Artikel
- David Bowie and the End of Gender  (Vogue, 1983)

### Drehbücher
- The Mummy or Ramses The Damned, 1988 (Film wurde nicht realisiert)
- The Bride of Frankenstein, 1992 (Film wurde nicht realisiert)
- Interview mit einem Vampir, 1994 (zusammen mit Neil Jordan)
- Rag and Bone, 1997 (Fernsehfilm, dt. Titel "Im Angesicht von Gut und Böse")
- Earth Angels, 2001 (Fernsehserie)

### Erotische Romane

#### Dornröschen-Trilogie / Sleeping Beauty
Unter dem Namen A.N. Roquelaure:
- The Claiming of Sleeping Beauty, E. P. Dutton 1983, ISBN 0-525-24219-8.
  - Dornröschens Erwachen, Goldmann 1990, Übersetzer Rudolf Mühlstrasser, ISBN 3-442-09845-9.
- Beauty’s Punishment, E. P. Dutton 1984, ISBN 0-525-24261-9.
  - Dornröschens Bestrafung, Goldmann 1991, Übersetzerin Gabriela Prahm, ISBN 3-442-09846-7.
- Beauty’s Release, E. P. Dutton 1985, ISBN 0-525-24336-4.
  - Dornröschens Erlösung, Goldmann 1991, Übersetzerin Gabriela Prahm, ISBN 3-442-09844-0.

#### Weitere Romane
Unter dem Pseudonym Anne Rampling:
- Exit to Eden, Arbor House 1985, ISBN 0-87795-609-X.
  - Verbotenes Verlangen, Goldmann 1996, Übersetzerin Angelika Weidemann, ISBN 3-442-42763-0.
- Belinda, Arbor House 1986, ISBN 0-87795-826-2.